# لويس غريفارت
لويس غريفارت (30 يوليو 1829- في 3 أغسطس 1901)، محامي وسياسي فرنسي. حصل على الدكتوراه في القانون وعمل كأستاذ في كلية رين ثم أصبح بعد ذلك نقيبا للمحامين وسياسيا في فرنسا.

## حياته
حصل على الدكتوراه في القانون، واشتغل محاميا في رين عام 1850، واشتغل كذلك كمدرس في كلية الحقوق في رين من 1853 إلى 1857. كان نقيبا للمحامين بين 1866 و1867.

## مسيرته المهنية
انتخب نائباً في البرلمان الفرنسي عام 1871، وكان سكرتيراً للغرفة وانحاز إلى اليمين، وصوت ضد تيير وشارك في الحكومة التي خلفته. انتخب عضوا في مجلس الشيوخ عام 1876 فجلس في اليمين و هُزِم في عام 1879.بعد ذلك تمكن من استعادة مقعده في مجلس الشيوخ عام 1893، خلال انتخابات فرعية واحتفظ بمنصبه حتى وافته المنية عام 1901.
كان وزيراً للفلاحة والتجارة في حكومة إرنست كورتو دي سيسي [الإنجليزية] من 23 مايو 1874 إلى 9 مارس 1875.